# Roman Leljak
Roman Leljak (Đurmanec, 21. kolovoza 1964.), slovenski je bivši djelatnik KOS-a, publicist i istražitelj arhiva UDBA-e iz Slovenije te autor niza knjiga kojima opisuje djelatnost jugoslavenskih službi državne sigurnosti. Na lokalnim izborima u prosincu 2018. godine izabran je za općinskog načelnika u Radencima.
Otkrio je zločin u Hudoj jami.
Nailazi na kritike dijela medija i povjesničara koji mu predbacuju nedostatak iskustva u arhivistici i iznošenje pretpostavki o broju poginulih, a koje uvelike variraju.

## Životopis

### Mladost i školovanje
Rodio se u Đurmancu kod Krapine, u obitelji oca Rudolfa Leljaka i majke Milice Belošević. Osnovnu školu završio je u Šentjuru kod Celja. Nakon osnovne škole 1978. nastavio je školovanje u Sarajevu i Beogradu, u srednjoj vojnoj školi. Završio je specijalizaciju za šifranta u Jugoslavenskoj narodnoj armiji, a zatim se školovao u središtu za obuku kontraobavještajne službe JNA u Pančevu.

## Istraživački rad
Krajem 1980.-ih htio je izaći iz vojne službe, što mu, kako on kasnije navodi, njegovi nadređeni u KOS-u nisu dopuštali: opisuje kako je svađe sa svojim pretpostavljenima snimio na službeni kasetofon; kada je kasetofon pronađen kod njega, pokrenut je kazneni progon zbog zloporabe službenih sredstava i neovlaštenog snimanja te mu je vojni sud izrekao kaznu od 14 mjeseci zatvora, koju je ukinuo Vrhovni sud Slovenije.
Nakon otpusta iz vojne službe o svojim je iskustvima u KOS-u napisao knjigu Sam protiv njih te u njoj opisao metode rada jugoslavenske vojne obavještajne službe. Knjiga je objavljena u vrijeme raspada Jugoslavije 1990. godine. O povijesti službe čiji je djelatnik bio, Leljak će kasnije napisati knjige Teharske žive rane - Huda Jama 2009. i KNOJ 1944-1945: Slovenska partizanska likvidacijska postrojba 2010. O pitanju komunističkih likvidacija u Sloveniji objavio je knjigu Zločini slovenskog Kaina (u dva dijela) 2012. godine.
2014. Leljak je objavio knjigu Spavajuća Udba, a 2014. godine njezin nastavak pod naslovom Špiclji Udbe (Suradnici Udbe) i u njoj popis, fotografije i adrese svih slovenskih udbaša i njihovih suradnika. U knjizi navodi da je za Udbu u Sloveniji radilo ili s njom surađivalo ukupno oko 65 tisuća osoba: suradnika je bilo i među učiteljima, novinarima i kulturnim djelatnicima.
Prema Leljakovom istraživanju oko 35% Slovenaca je i u 2015. godini na neki način vezano uz Udbu. Leljak iznosi da su doušnici imali povlašten status u komunističko vrijeme, u vidu stanovanja i zaposlenja.
2014. godine objavio je knjigu UDBA, a 2016. knjigu Propisi o metodama i sredstvima rada Udbe i Kosa 1944. – 1990.
Kao predsjednik Udruge Huda Jama podnio je kaznenu prijavu protiv osoba koje su sudjelovale u masovnom ubijanju na tom stratištu nakon II. svjetskog rata, a 2015. godine je objavio i knjigu Huda jama – strogo čuvana tajna.
Udruga hrvatskih branitelja Domovinskog rata 91. (UHBDR91.) u suradnji s drugim Udrugama iz Domovinskog rata, na čelu s Mladenom Pavkovićem, dodijelila mu je "Veliku zlatnu plaketu" 7. lipnja 2016. 
2017. godine objavio je knjigu Maribor-najveće stratište Hrvata, o masovnim pogubljenjima zarobljenih vojnika NDH i civila nakon predaje na Bleiburgu.
2018. godine objavio je knjigu i film Mit o Jasenovcu, iznoseći ocjenu da je u Sabirnome logoru Jasenovac život izgubilo oko 1 500 ljudi.

### Ocjene
Hrvatski povjesničar, Vladimir Geiger, navodi da Leljak pripada skupini povjesničara i povjesničara-amatera, koji sustavno poriču i znatno umanjuju ustaške zločine počinjene u logoru Jasenovac: "Posebno mjesto imaju njegovi precizno izmišljeni brojevi jasenovačkih logoraša i žrtava logora Jasenovac...Leljak u knjizi donosi tek dva dokumenta, jedan Zemaljske komisije…u kojem je navedeno 576 osoba, i dokument čiji je tvorac nepoznat, a u kojem je navedeno 1078 osoba, i to samo žena (što zbrojeno iznosi 1654) i koje proglašava „Popisom žrtava logora Jasenovac”. – Imalo upućenima jasno je da se ne radi o nekim posebnim dokumentima iz Beograda koji bi donosili ukupan broj jasenovačkih žrtava, kako je to Leljak senzacionalistički mjesecima najavljivao Hrvatima željnima „istine”

## Kazneni progoni i kontroverze
Leljak je zbog kaznenih djela koje je počinio od 1993. do 1996. godine kao direktor poduzeća "Avto Ideal", osuđen 2008. godine; proglašen je krivim za ostvarenje protupravne koristi od 1 117 497 eura na štetu jednog poduzeća i 448 privatnih slovenskih klijenata te 54 000 eura na štetu jedne austrijske banke. Leljak je uzimao kredite na ime klijenata, a novac prisvajao svojem poduzeću. Za oba kaznena djela, koja je počinio 1993. i 1994. godine, izrečena mu je jedinstvena kazna od tri i pol godine zatvora.
Godine 2015., nakon što je pred članovima slovenskog parlamenta iznio podatak da je slovenska Udba nekoliko godina prije osamostaljenja Slovenije kupila ubojita sredstva u obliku olovke s kojom potajno može ubiti ljude te primjerak olovke pokazao javno u Skupštini, kazneno ga je zbog odavanja državne tajne prijavio tadašnji predsjednik skupštine Milan Brglez. Po izlasku iz parlamenta, Leljaka je pretražila policija i tvrdila kako se radilo o običnoj olovci.
2017. godine je oslobođen optužbe za klevetu bivšega visokog komunističkog dužnosnika Janeza Zemljariča, o kojem je 2014. godine objavio članak u kojemu se tvrdi da je bio umiješan u ubojstvo hrvatskog političkog emigranta Nikice Martinovića, tajnika udruge "Počasni bleiburški vod".
Krajem studenog 2020. godine, prema pisanju slovenske Mladine, uništio je spomen-ploču palim borcima NOB-a postavljenu 1954. godine nedaleko od njegove kuće u Kapeli, u Općini Radenci.

## Knjige (izbor)
- Radiorelejne zveze (udžbenik za veziste JNA)
- Sam proti njim 1. in 2. del (metodologija djelovanja tajnih službi, 1990.)
- Teharske žive rane, Huda Jama (2009.)
- Teharje
- Trilogija Vetrinje-Teharje-Rog
- Cerkev umira v petek 13.
- KNOJ 1944-1945 (partizanska likvidacijska divizija)
- Dirigent s pištolo
- Črne bukve Gornje Radgone 1945-1950
- Odgovorni za poboje na Celjskem 1945 (2010.)
- Mit o OF in KPS
- Zločini slovenskega Kajna 1 in 2 del (2012.)
- Huda jama – strogo čuvana tajna
- UDBA
- Maribor: Najveće stratište Hrvata i istoimeni dokumentarni film Maribor: Najveće stratište Hrvata (2017.)
- Lebendig Eingemauerte Deutschen, Kroaten Und Slowenen: Grauenhaften Taten Der Tito-partisanen (2017.)
- Mit o Jasenovcu (2018.), knjiga i dokumentarni film[33][34]

## Vanjske poveznice
- Službena stranica Romana Lejaka  Arhivirana inačica izvorne stranice od 8. lipnja 2023. (Wayback Machine)
- leljak.eu  Arhivirana inačica izvorne stranice od 26. ožujka 2019. (Wayback Machine)
- Roman Leljak kanal na YouTubeu